# Dictyophara nigrimacula
Dictyophara nigrimacula är en insektsart som beskrevs av Walker 1851. Dictyophara nigrimacula ingår i släktet Dictyophara och familjen Dictyopharidae. Inga underarter finns listade i Catalogue of Life.